# Cassiporakreek
Cassiporakreek, ook wel Casiporakreek of Cassipoerakreek, is een kreek in het district Para in Suriname in het stroomgebied van de Surinamerivier, waarin het ook uitmondt. 
In de buurt liggen de dorpen Cassipora en Jodensavanne met ernaast de Cassiporabegraafplaats.
In de buurt bevond zich de houtplantage Salem.
Nabij bevindt zich Blaka Watra waar premier Johan Adolf Pengel zijn vakantieoord had. In de  Cassiporakreek liet hij een stroomversnelling van beton bouwen, wat het effect heeft van een bubbelbad. Blakawatra werd na zijn overlijden een toeristische bestemming.